# Метахроматска леукодистрофија
Метахроматска леукодистрофија (акроним МЛД) је лизозомска болест складиштења која се обично наводи у породици са леукодистрофијом као и међу сфинголипидозама јер утиче на метаболизам сфинголипида. Леукодистрофије утичу на раст и/или развој мијелина, масног омотача који делује као изолатор око нервних влакана у централном и периферном нервном систему. Метахроматска леукодистрофија укључује акумулацију цереброзид сулфата, а као и већина недостатака ензима, има аутозомно рецесивни образац наслеђивања.
Метахроматска леукодистрофија је узрокована мутацијом гена  арилсулфатазе-А  ( АРСА ) која доводи до акумулације сулфата у мозгу и другим деловима тела, укључујући јетру, жучну кесу, бубреге и/или слезину. Временом, нервни систем је оштећен, што доводи до неуролошких проблема као што су моторна, бихевиорална и когнитивна регресија, тешка спастичност и напади. Пацијенти са метахроматском леукодистрофијом постепено губе способност да се крећу, говоре, гутају, једу и виде. Тренутно не постоје одобрени третмани за МЛД.

## Називи
Метахроматска леукодистрофија - Дифузна склероза мозга - Метахроматска леукоенцефалопатија - Недостатак АРСА - Недостатак арилсулфатазе А.

## Епидемиологија
Метахроматска леукодистрофија је ретка и по живот опасна наследна болест метаболичког система тела која се јавља код отприлике једног на сваких 100.000 живорођених новорођенчади у Сједињеним Америчким Државама.
На глобалном нивоу учесталост метахроматске леукодистрофије се процењује на 1 случај у 40.000 до 1 случај међу 160.000 особа.
Као аутозомно рецесивна болест, њена учесталост од 1 у 40 000 је једнака фреквенцији носиоца од 1 на 100 у општој популацији.
Процењује се да се метахроматска леукодистрофија јавља у:
- 3.600 порођаја годишње, са 1.900 живорођених новорођенчади у САД,
- 3.100 живорођених новорођенчади у Европи и
- 49.000 живориђених новорођенчади широм света.[5]

На основу ових података метахроматска леукодистрофија се сматра ретком болешћу на глобалном нивоу.
Смртност
У касној инфантилној форми МЛД, смртност од почетка болести се процењује на:
- 50% након 5 година боловања и
- 44% након 10 година боловања за малолетне пацијенте.[3]

Географска дистрибуција
Према подацима из литературе постоји много већа учесталост метахроматске леукодистрофије у одређеним генетски изолованим популацијама, као што је:
- 1 од 75 код Хабаната (мале групе Јевреја који су емигрирали у Израел из јужне Арабије),
- 1 од 2.500 у западном делу Навахо  (атабасканског народ и једног од највећих индијанских народа северно од Мексика)[4] и
- 1 од 8.000 међу арапским групама у Израелу.[2]

## Етиологија
МЛД је директно узрокован недостатком ензима арилсулфатазе А (АРСА) и карактерише га активност ензима у леукоцитима која је мања од 10% нормалне контроле. Међутим, само испитивање активности ензима АРСА није довољно за дијагнозу; Псеудодефицијенција АРСА, коју карактерише активност ензима која износи 5~20% нормалне контроле, не узрокује МЛД. Без овог ензима, сулфатиди се накупљају у многим ткивима тела, на крају уништавајући мијелински омотач нервног система. Мијелински омотач је масни омотач који штити нервна влакна. Без тога, нерви у мозгу (централни нервни систем – ЦНС) и периферни нерви (периферни нервни систем – ПНС) који контролишу, између осталог, мишиће везане за покретљивост, престају да функционишу како треба.
Арилсулфатазу А активира сапосин Б (Сап Б), неензимски протеински кофактор. Када је ниво ензима арилсулфатазе А нормалан, али су сулфати и даље високи – што значи да се не разлажу јер ензим није активиран – резултирајућа болест је недостатак сапосина Б, који је сличан МЛД. Недостатак сапосина Б је веома редак, много ређи од традиционалног МЛД. Ензим који је присутан није „омогућен“ за нормалан ниво ефикасности и не може да разбије сулфатиде што доводи до свих истих симптома МЛД и прогресије.
Студија из 2011. тврди да сулфатид није у потпуности одговоран за МЛД јер је нетоксичан. Предложено је да лизосулфатид (сулфатид коме је уклоњена ацил група), игра улогу због својих цитотоксичних својстава ин витро.

### Генетика
Ауторецессиве.свг
МЛД има аутозомно рецесивни образац наслеђивања. Вероватноће наслеђивања по рођењу су следеће:
Ако су оба родитеља носиоци:
- 25% (1 од 4) деце ће имати болест
- 50% (2 од 4) деце ће бити носиоци, али без утицаја
- 25% (1 од 4) деце ће бити ослобођено МЛД – незахваћено дете које није носила

Ако је један родитељ погођен, а један је без МЛД:
- 0% (0) деце ће имати поремећај – само један родитељ је погођен, други родитељ увек даје нормалан ген
- 100% (4 од 4) деце ће бити носиоци (али без утицаја)

Ако је један родитељ носилац, а други нема МЛД:
- 50% (2 од 4) деце ће бити носиоци (али то неће утицати)
- 50% (2 од 4) деце ће бити ослобођено МЛД – незахваћено дете које није носилац

Поред ових фреквенција постоји и 'псеудо'-дефицит који погађа 7-15% популације. Особе са псеудо недостатком немају никаквих проблема са МЛД.. Са тренутним дијагностичким тестовима, псеудо-недостатак извештава као низак ниво ензима, али сулфатид се нормално обрађује тако да симптоми МЛД не постоје. Овај феномен изазива слабости у традиционалним приступима скринингу новорођенчади, тако да се развијају нове методе скрининга.

## Клиничка слика
Као и многи други генетски поремећаји који утичу на метаболизам липида, постоји неколико облика МЛД, који су касни инфантилни, јувенилни и одрасли.
У касном инфантилном облику, који је најчешћи облик МЛД (50–60%), оболела деца почињу да имају потешкоћа да ходају после прве године живота, обично у 15–24 месеца. Симптоми укључују: губитак и слабост мишића, укоченост мишића, кашњење у развоју, прогресивни губитак вида који доводи до слепила, конвулзије, отежано гутање, парализу и деменцију.
Нелечена, већина деце са овим обликом МЛД умире до 5 година, често много раније.
Деца са јувенилним обликом МЛД (почетак између 3. и 10. године) обично почињу са смањеним школским успехом, менталним погоршањем и деменцијом, а затим развијају симптоме сличне касном инфантилном облику, али са споријим напредовањем. Старост смрти је променљива, али обично у року од 10 до 15 година од појаве симптома. Неки пацијенти могу да живе неколико деценија након појаве болести.
Недавни тренд је да се покуша разликовати рани јувенилни (3—7 година) и касни јувенилни облици болести. Генерално, рани малолетници имају опадање моторичких способности као прве симптоме, док касни малолетници прво показују когнитивни пад.
Одрасли облик обично почиње након 16. године, често са почетком у 4. или 5. деценији живота и представља се као психијатријски поремећај или прогресивна деменција.
МЛД са почетком код одраслих обично напредује спорије од касних инфантилних и јувенилних облика, са продуженим током од деценије или више.
Палијативно збрињавање може помоћи код многих симптома и обично побољшава квалитет живота и дуговечност.
Носиоци имају низак ниво ензима у поређењу са својом породичном популацијом („нормални“ нивои варирају од породице до породице), али чак и ниски нивои ензима су адекватни за обраду сулфата у телу.

## Дијагноза
Клинички преглед и магнетна резонантна томографија (МРТ) су често први кораци у дијагнози МЛД. Магнетна резонантна томографија може указивати на МЛД, али није адекватна метода као потврдни тест.
Тест крви за ниво ензима АРСА-А са потврдним тестом сулфата у мокраћи је најбољи биохемијски тест за потврду МЛД. Потврђујући присутво урин сулфатид овај тест је важан за разликовање МЛД и псеудо-МЛД путем резултата крви.
Геномско секвенцирање такође може потврдити МЛД, међутим, вероватно постоји више мутација од преко 200 за које је већ познато да изазивају МЛД које још нису приписане МЛД а које изазивају МЛД, тако да је у тим случајевима биохемијски тест и даље оправдан.

## Скрининг новорођенчета
Фондација МЛД је званично покренула иницијативу за скрининг новорођенчади крајем 2017. Развој екрана је почео почетком 2010-их у лабораторији Гелб биохемије Универзитета у Вашингтону. Деидентификована пилот студија покренута је у априлу 2016. у држави Вашингтон. Позитивни резултати су довели до тога да је МЛД укључен у идентификовани истраживачки пројекат беба у држави Њујорк, чији је почетак планиран у првом кварталу 2021. године.

## Повезани поремећаји
Постоји више повезаних поремећаја који су идентификовани са сличним узроцима или симптомима, укључујући друге леукодистрофије, које могу имати сличну почетну презентацију у раном детињству.
Псеудодефицијенција арилсулфатазе А укључује ниску активност ензима АРСА (мање од 15% нормалне), али нема симптома.
Вишеструки недостатак сулфатазе је узрокован губитком (делимичним или потпуним) свих сулфатаза, укључујући АРСА. Деца погођена МСД ће имати ниску ензимску активност више сулфатаза, не само АРСА.
Стечена стања, као што је инфламаторна демијелинизирајућа полинеуропатија, могу изгледати слично на почетном електрофизиолошком тестирању. МЛД треба узети у обзир у диференцијалу код мале деце са дијагнозом хроничне инфламаторне демијелинизирајуће полинеуропатије (ЦИДП) или Гилен-Бареов синдром (ГБС). Ове дијагнозе се лако могу разликовати тестирањем сулфатазе.

## Терапија
Тренутно не постоји одобрени третман за МЛД код симптоматских касних инфантилних пацијената или код малолетника и одраслих са узнапредовалим симптомима. Ови пацијенти обично добијају клинички третман фокусиран на бол и управљање симптомима. Пресимптоматски касни инфантилни МЛД пацијенти, као и они са јувенилним или одраслим МЛД који су или пресимптоматски или показују благе симптоме, могу размотрити трансплантацију коштане сржи (укључујући трансплантацију коштане сржи). трансплантација матичних ћелија), што може успорити напредовање болести у централном нервном систему. Међутим, резултати у периферном нервном систему су били мање драматични, а дугорочни резултати ових терапија су помешани. 
Генска терапија
Генска терапија одобрена је за медицинску употребу у Европској унији у децембру 2020. године и продаје се под трговачким именом Либмелди. Индикација је за употребу код деце са касним инфантилним или раним јувенилним облицима МЛД који су идентификовани као носиоци дефектног гена, али још нису развили симптоме. Такође је индикована код деце код којих је дијагностикован рани јувенилни облик који су почели да развијају симптоме, али још увек имају способност да самостално ходају и пре почетка когнитивног пада.
У Сједињеним Америчким Државама, Управа за храну и лекове је крајем 2020. прихватила апликацију за нови лек за атидарсагене за атидарсаген аутотемцел.

## Правци истраживања
Тренутно се истражује неколико опција терапије коришћењем клиничких испитивања првенствено код касних инфантилних пацијената. Ове терапије укључују генску терапију, терапију замене ензима (ЕРТ), терапију редукције супстрата (СРТ) и потенцијално терапију побољшања ензима (ЕЕТ). Поред клиничких испитивања, у току је још неколико претклиничких истраживачких пројеката генске терапије.